# Елютин, Александр Вячеславович
Александр Вячеславович Елютин (1937—2012) — учёный-металлург в области химии и технологии редких элементов и металлов высокой чистоты, член-корреспондент АН СССР c 1987 года, академик Российской академии наук c 2000 года.

## Биография
Родился в семье учёного-металлурга В. П. Елютина.
Окончил МИСиС в 1960 году. С 1960 года работает в Государственном научно-исследовательском и проектном институте редкометаллической промышленности (Гиредмет). Занимал должности младшего, старшего научного сотрудника, заведующего сектором, заместителя директора по научной работе, директора института. В 2006—2012 гг. — советник директора института.
В Московском институте стали и сплавов А. В. Елютин возглавлял кафедру. Под его руководством подготовлено более 10 кандидатов наук.
А. В. Елютин соавтор более 400 научных трудов, в том числе монография, около 170 изобретений.
Был членом редколлегий журналов «Цветные металлы» и «Химическая технология».
Являлся членом научного совета РАН по физико-химическим основам полупроводникового материаловедения и секции функциональных материалов для электронной техники научного совета МААН по новым материалам.
Похоронен в Москве на Троекуровском кладбище.

## Награды
- Государственная премия (1976)
- премия Совета Министров СССР (1986)
- премия Правительства РФ в области науки и техники (1997)[2]
- Государственная премия РФ в области науки и техники (2002)[3]
- Орден Почёта (2012)[4]
- орден «Знак Почёта» (1974)
- орден Трудового Красного Знамени (1981)
- орден Дружбы народов (1986)